# Susanne von Klettenberg
Susanne Katharina von Klettenberg (* 19. Dezember 1723 in Frankfurt am Main; † 13. Dezember 1774 ebenda) war eine deutsche Stiftsdame und religiöse Schriftstellerin.

## Leben
Susanne von Klettenberg wurde als Tochter des Arztes und Frankfurter Ratsherrn Remigius Seiffart von Klettenberg geboren. Ab 1751 wurde sie von Friedrich Karl von Moser mit wesentlichen Gedanken Zinzendorfs und seines zeitweiligen Anhängers Friedrich Christoph Steinhofer (1706–1761) vertraut und wandte sich trotz kritischer Haltung der Herrnhuter Brüdergemeine zu.
Sie war mit Goethes Mutter, Catharina Elisabeth Goethe, verschwägert und befreundet. Selbst erkrankt, half sie dem jungen Goethe 1768/69 während dessen Rekonvaleszenz in Frankfurt nach seiner im Juli 1768 in Leipzig erlittenen Erkrankung. Goethe war von ihrer Toleranz und differenzierten Religiosität so beeindruckt, dass er ihre Schriften und Äußerungen in seinem Werk Wilhelm Meisters Lehrjahre an zentraler Stelle ausführlich verarbeitete („Bekenntnisse einer schönen Seele“). Mit ihr studierte er auch Werke der Alchemie, mit der sich Susanne von Klettenberg intensiv befasste (sie war eine Nichte des alchemistischen Hochstaplers Johann Hektor von Klettenberg). In Goethes Darstellung spiegelt sich auch die Geschichte ihrer von 1743 bis 1747 bestehenden Verlobung mit dem eher weltlich gesinnten Johann Daniel von Olenschlager (1711–1778).
Die tief gläubige und zugleich vital-hochgebildete Frau war Stiftsdame im St. Katharinen- oder Weißfrauenkloster.

## Werke (Auswahl)
- Der Christ und die Freundschaft, 1754
- Neue Lieder von Fräulein von Klettenberg, 1756
- Die schöne Seele. Bekenntnisse, Schriften und Briefe der Susanne Katharina von Klettenberg, hrsg. von Heinrich Funck, 1911